# بالینگه
بالینگه (به هلندی: Balinge) یک منطقهٔ مسکونی در هلند است که در میدن-درنته واقع شده‌است. بالینگه ۱۲۰ نفر جمعیت دارد.